# Rektor kostela

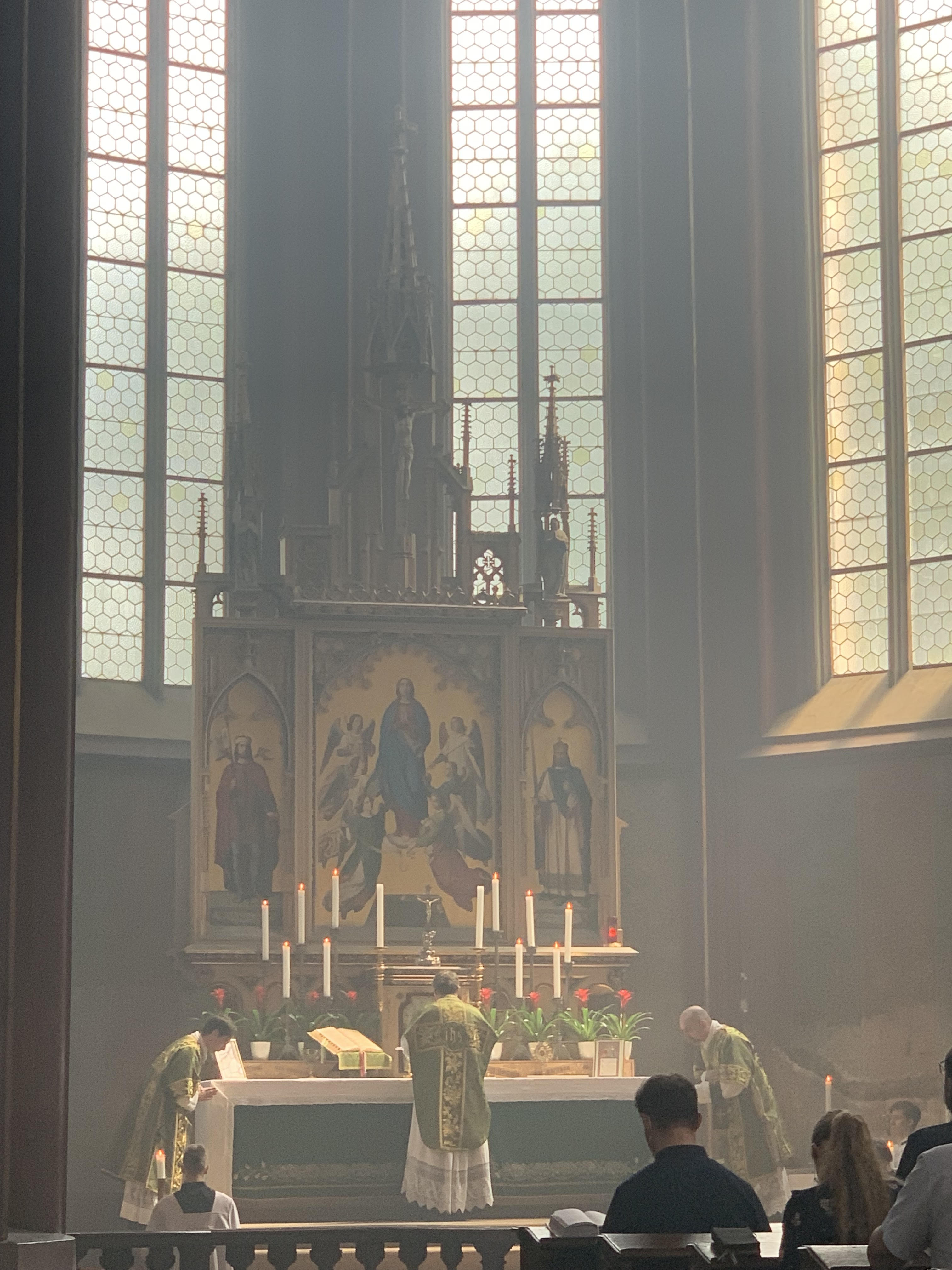
Rektor kostela Nanebevzetí Panny Marie a svatého Karla Velikého R.D. Stanislav Přibyl celebruje asistovanou mši svatou (forma extraordinaria, ad orientem)

Rektor kostela (latinsky rector ecclesiae) je kněz, jemuž byla ordinářem (diecézním biskupem, územním opatem, apod.) svěřena péče o nějaký kostel, nejde-li o kostel farní, kapitulní ani klášterní. Rektorem seminárního kostela je rektor semináře, pokud ordinář nestanovil jinak. V rektorátním kostele je možné konat bohoslužby a udělovat svátosti jen se svolením rektora, popřípadě jiného představeného.

## Právní vymezení
V Kodexu kanonického práva z roku 1983 upravují postavení rektora kostela kánony 556 až 563, Kodex kanonického práva z roku 1917 obsahoval tuto úpravu v kánonech 479 až 486.